# 土丘 (愛丁堡)

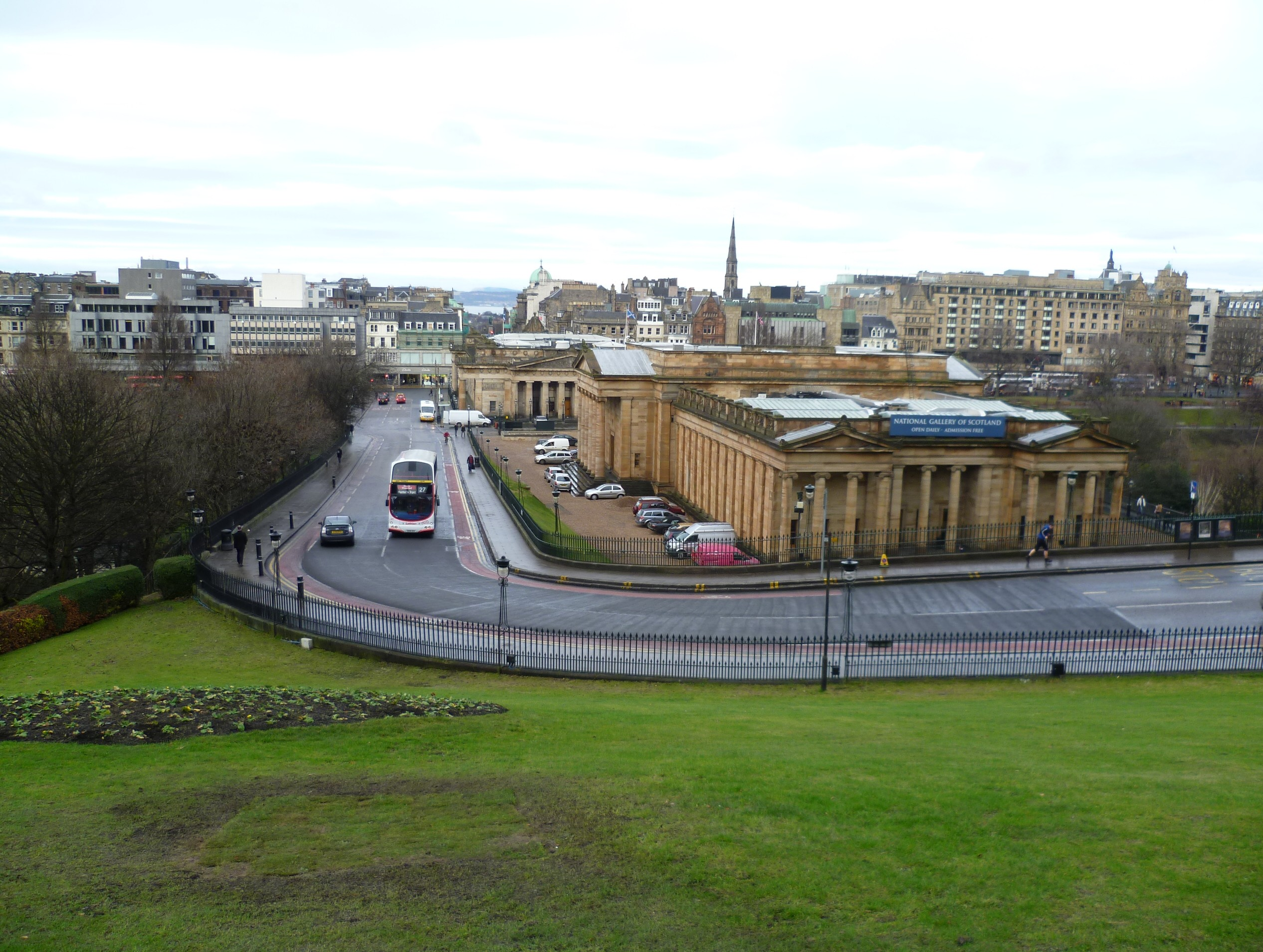
土丘

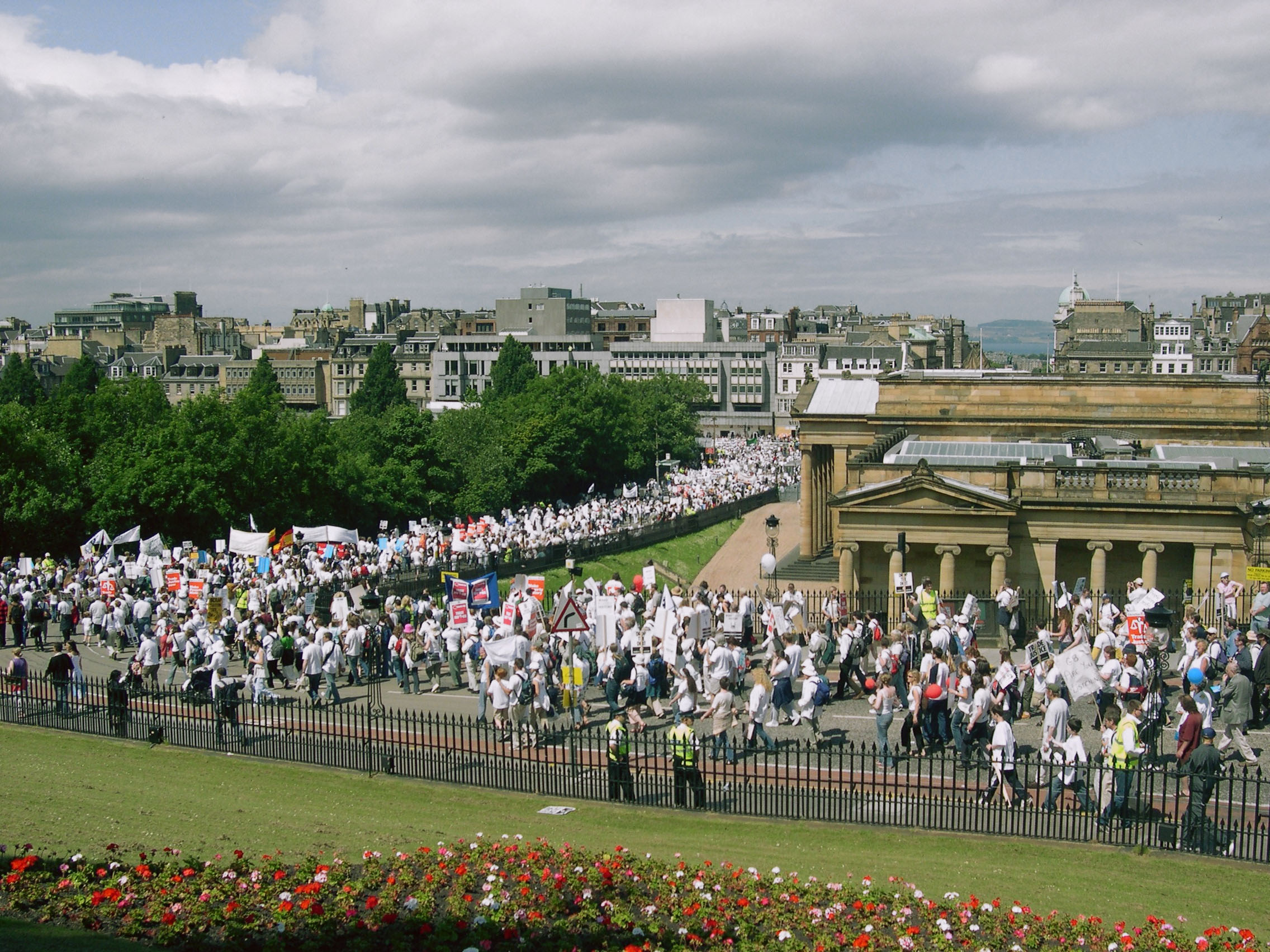

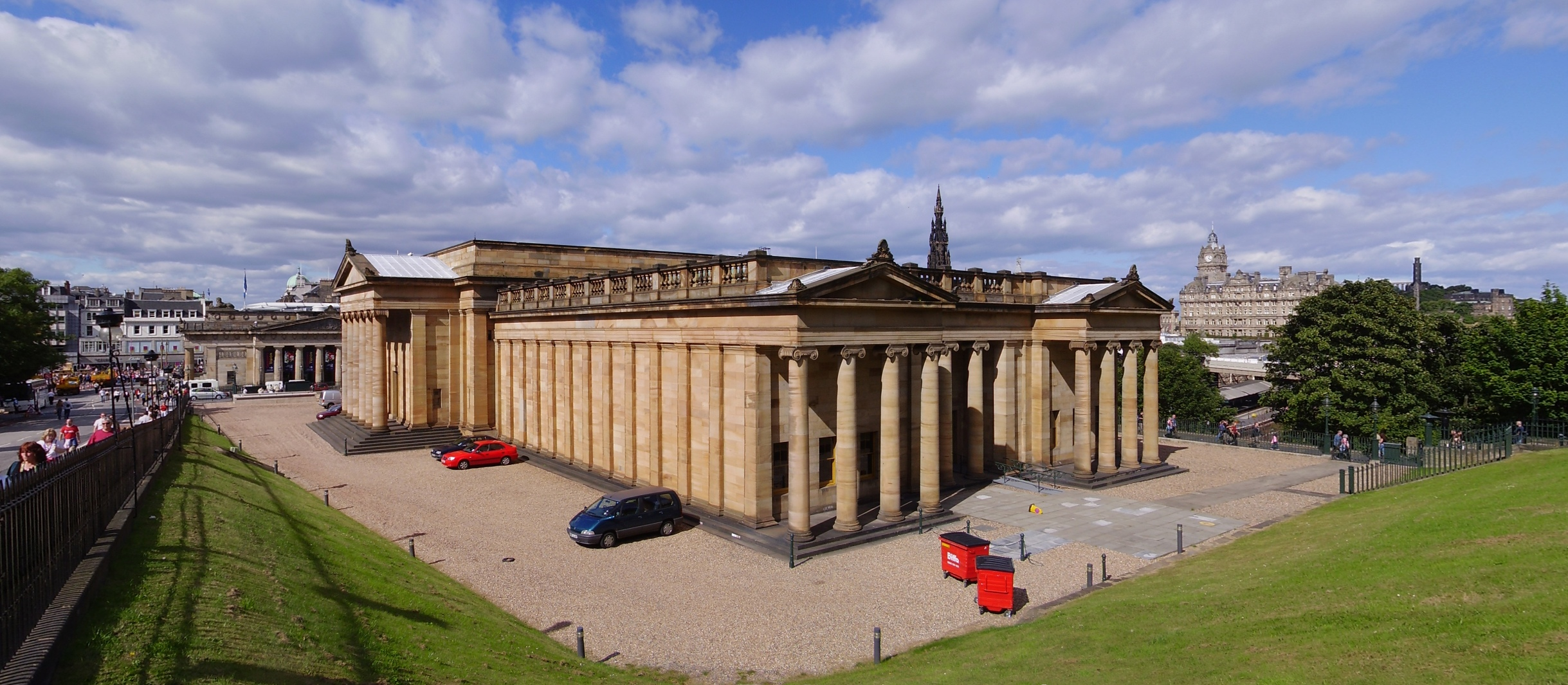
苏格兰国家画廊

土丘（The Mound）是苏格兰爱丁堡中心的一个人工山丘，连接爱丁堡新城和爱丁堡旧城。它是在兴建爱丁堡新城时，在1765年将挖出的土填平Nor Loch湖，形成今天的王子街花园。土丘的兴建始于1781年，后来又陆续扩建，直到1830年大体完成，形成宏观的景观。 1846年，爱丁堡-格拉斯哥铁路延伸到愛丁堡威瓦利站，在土丘下面开挖了隧道。

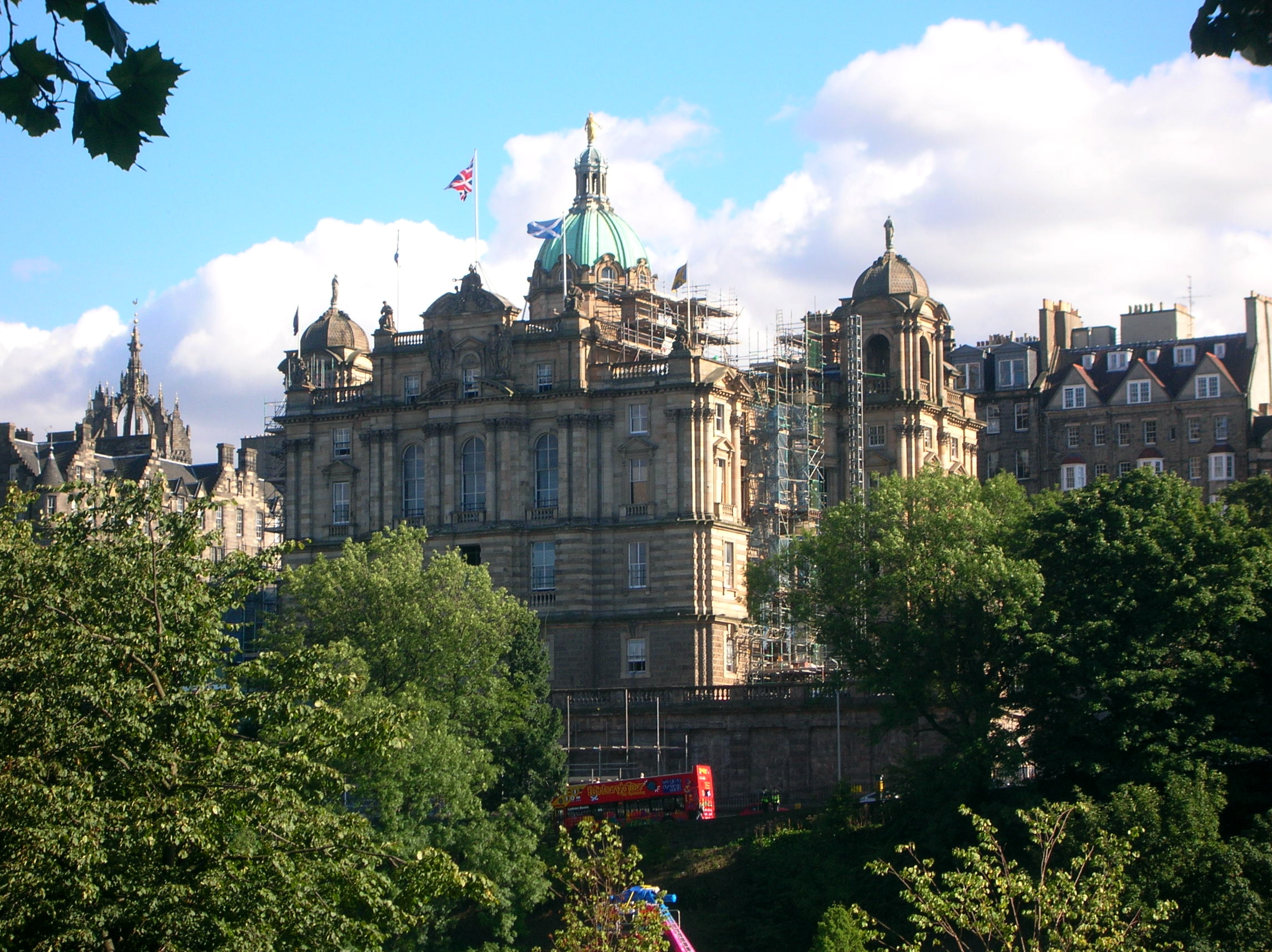
苏格兰银行总行

爱丁堡一些最著名的建筑物和机构都兴建在土丘之上，包括苏格兰国家画廊、苏格兰皇家学院、新学院的尖顶、苏格兰教会总会所（General Assembly Hall of the Church of Scotland）、拥有优雅圆顶的苏格兰银行总行，及其博物馆土丘博物館（Museum on the Mound）。
今天土丘是往返于王子街和旧城皇家一英里之间的一个繁忙，且相当陡峭的通道。